# Гулько Борис Якович
Борис Якович Гулько ( 1897 Житомир —  1939 Москва) — відповідальний співробітник НКВС СРСР, заступник начальника 1-го (оперативного) відділу ГУДБ НКВС СРСР, старший майор державної безпеки (1935). Розстріляний в 1939 році, реабілітований посмертно.

## Біографія
Народився в єврейській родині службовця. Працював прикажчиком в містах Житомирі та Одесі. З 1916 року рядовий 159-го запасного полку Російської імператорської армії. Член РКП (б) з 1919 року. З 1919 до 1921 рік на службі в РСЧА.
В органах ВЧК-ГПУ-НКВС з 1921 року: в 1921—1924 роках на відповідальних посадах в економічному і інформаційно-реєстраційному відділах Волинської, Катеринославської губернських ЧК і ГПУ України. З 1924 по 1931 рік уповноважений економічного відділу, начальник контр-розвідувального відділу повноважного представництва ОДПУ по Далекосхідному військовому окрузі, уповноважений контр-розвідувального та інформаційного відділів повноважного представництва ОДПУ по Середній Азії. З 1931 до 1935 рік на керівних посадах в Оперативному відділі (опероде) ОГПУ-НКВД СРСР: помічник начальника відділення, помічник начальника відділу. З 1935 року заступник начальника 1-го (оперативного) відділу ГУДБ СРСР. З 1936 року до моменту арешту в 1938 році заступник начальника відділу охорони ГУДБ НКВС СРСР.
Заарештовано 3 жовтня 1938 року в рамках арештів серед особового складу Відділу охорони ГУДБ НКВС СРСР (І. Я. Дагін, Н. Т. Заріфа і ін.), ініційованих Л. П. Берія. Внесений до списку Л. Берії — А.Вишинським за 15 лютого 1939 року по 1-й категорії. Засуджений 22 лютого 1939 року Воєнною колегією Верховного суду СРСР за звинуваченням в «участі в контр-революційної терористичної організації в органах НКВД» і засуджений до розстрілу. Розстріляний в ніч на 23 лютого 1939 року разом з групою керівних співробітників НКВС СРСР, в тому числі колегами Гулько по роботі в центральному апараті ГУГБ (Н. М. Бистрих, Я. М. Вейншток, В. С. Агас, С. Г. Волинскій, М. Л. Гатов, С. Г. Гендін, М. А. Лістенгурт, С. Б. Балаян і ін.). Місце поховання — могила незатребуваних трупів № 1 крематорію Донського кладовища. Посмертно реабілітований 5 вересня 1956 Воєнною колегією Верховного суду СРСР.

### Звання
- Старший майор державної безпеки, 29.11.1935 р.